# Zombie (personaggio)
Zombie, il cui vero nome è Simon William Garth, è un personaggio dei fumetti creato da Stan Lee (testi) e Bill Everett (disegni), apparso la prima volta in Menace n. 5 (1953). Ha riscosso un certo successo solo 20 anni dopo con le sue apparizioni nella testata Tales of the Zombie (1973-1975), pubblicata dalla Marvel Comics, scritta da Steve Gerber e Roy Thomas per i disegni di John Buscema e Tom Palmer.

## Storia editoriale
Simon William Garth, alias lo Zombie, è nato nel 1953 sulle pagine di Menace ad opera di Stan Lee e Bill Everett. Ben vent'anni dopo, nel 1973 Roy Thomas e Steve Gerber, insieme agli artisti John Buscema e Tom Palmer, fanno rivivere il personaggio e ne rinarrano l'origine sulle pagine di Tales of the Zombie n. 1.
Le vicende dello Zombie vengono scritte quasi tutte da Steve Gerber e disegnate da Pablo Marcos. Alla serie comunque hanno partecipato altri sceneggiatori e artisti di notevole fama, tra i quali Doug Moench, Alfredo Alcala, Tony Isabella, Chris Claremont, Virgilio Redondo, Yong Montano e Ron Wilson.
Dopo la fine di Tales of the Zombie, lo Zombie ricomparve sulle pagine di Bizarre Adventures n. 33 (1982) e nel 1993 in un albo di Daredevil. Dopodiché il personaggio è comparso come ospite in varie storie dedicate a personaggi come Uomo Ragno e Blade. Nel 2006 è tornato sulle pagine di Nick Fury's Howling Commandos come agente dello S.H.I.E.L.D..
Zombie è apparso anche nel 2006-2007 nella linea MAX Comics, in una sua miniserie.

## Biografia del personaggio
Simon Garth appare in Italia nel 1974 sul Corriere Della Paura nº 3 nell'episodio "l'altare della dannazione", preceduto da un breve prologo; è il primo presidente e fondatore della Garwood Industries, una fabbrica di caffè. Un giorno il suo ambiguo giardiniere Gyps osserva sua figlia Donna fare il bagno nuda in piscina e tenta di molestarla, così Simon lo picchia e lo licenzia. Per vendicarsi, il giardiniere Gyps rapisce Simon, lo porta sull'Area Paludosa di New Orleans e lo dona come "sacrificio umano" ad una setta. Layla la sua segretaria, sacerdotessa del culto Voo-doo, riesce a liberarlo e a farlo fuggire, ma viene inseguito e ucciso con un paio di cesoie proprio dal suo giardiniere Gyps. Il cadavere di Simon viene sepolto ma Gyps per farlo soffrire obbliga la sacerdotessa Layla a riportarlo in vita come uno zombie suo schiavo. Nel II episodio "un uomo senza anima" Gyps ordina a Simon di rapire e portargli proprio la figlia Donna; il richiamo del sangue è troppo forte e lo zombie reagisce, uccide Gyps e torna alla pace della tomba. Iniziano e si chiudono dopo 9 episodi le avventure di Simon Garth lo zombie dotato di una propria anima, per concludersi sempre sul corriere della paura, nell'episodio "la seconda morte" del marzo 1976. Qui viene riportato in vita come uomo per sole 24 ore da Papa Doc in cambio degli ultimi istanti di vita di Layla uccisa proprio dallo zombie. Assiste al matrimonio della figlia Donna e si riconcilia con la ex moglie Miranda, liquida gli affari e uccide un uomo malvagio. Dopo due anni di sofferenza, l'anima di Simon Garth lo zombie, può ora riposare in pace.

### Amuleti di Damballah
Conosciuti anche come Talismano di Damballah e Amuleti del Controllo (Vedi l'immagine), sono due medaglioni che hanno ricevuto il potere dal Dio Voodoo Damballah. Uno viene messo al collo di Garth da Layla (sacerdotessa di un culto), dando il potere di controllare lo Zombie a chiunque avesse indossato l'altro amuleto. Solo in un'occasione Garth riesce a resistere all'amuleto: quando Gyps cerca di costringerlo a rapire la sua stessa figlia, Donna.
Dopo la morte di Gyps, il detective Sam Jagger prende l'amuleto e lo dona a Donna Garth. Passa poi di mano, rubato o accidentalmente, più volte, finché Layla riesce a togliere il gioiello dal collo di Garth, sottraendolo al controllo del monile.
In seguito l'amuleto passa da Garth stesso a Calypso, a Glory Gant (Dove incontra Peter Parker, è l'assistente amministratrice di Daily Bugle), a Lilith (la figlia di Dracula), per tornare infine di nuovo in possesso di Donna.

### Miranda Garth
Miranda Garth è la figlia unica di una vecchia famiglia di New Orleans, ed è la moglie di Simon, con cui ha una figlia di nome Donna. Il fatto che Simon anteponesse sempre la carriera a lei e le frequenti litì la indussero a lasciarlo. Dopo 10-12 anni tranquilli di matrimonio i due divorziano, e Miranda, che non è felice del futuro marito di Donna, si scontra con Simon.
Nel 2006 la Panini Comics con la collaborazione della Gazzetta dello sport pubblica una serie di albi a fumetti "Dark Side, il lato oscuro del fumetto" e nel numero 22 "il mostro di Frankenstein", parte degli episodi di Simon Garth con il testo modificato attualizzandolo al linguaggio corrente. Si va dal primo episodio "l'altare dei dannati" all'ottavo "figlio delle tenebre".

## Altri media

### Televisione
- Zombie compare in Marvel Super Heroes: What The--?!.
- Zombie compare in Super Hero Squad Show.

## Tales of the Zombie
Tales of the Zombie è una collana antologica di fumetti, pubblicata dalla Marvel Comics dall'agosto 1973 al marzo 1975.
Dal n. 1 al n. 9 (agosto 1973 - gennaio 1975), appare Simon Garth alias Zombie, le storie sono state realizzate da:
- n. 1 Steve Gerber e Roy Thomas (storia), John Buscema (disegni). Secondo capitolo di Steve Gerber (storia) e John Buscema (disegni). Presenta due ristampe: una dalla testata Menace n. 5 (luglio 1953) in cui appare per la prima volta il personaggio noto come Zombie; l'altra da Chamber of Darkness n. 7 (ottobre 1970) (un capitolo, intitolato The Mastermind)
- dal n. 2 al n. 8 (ottobre 1973 - novembre 1975) Steve Gerber (storia) e Pablo Marcos (disegni)

1. n. 2 contiene due ristampe da Menace n. 5 (luglio 1953) dal titolo Acid test! di Stan Lee (storia) e George Tuska (disegni) e da Adventures into Terror n. 29 (marzo 1954) con una storia è stata disegnata da Gene Colan;
2. n. 3 contiene una ristampa da Journey into Mystery n. 18 I won't stay dead! (il titolo è stato modificato, originariamente era He wouldn't stay dead!) dell'ottobre 1954, disegnata da Bill Walton;
3. n. 4 contiene diverse storie brevi, realizzate da autori vari;
4. n. 5 contiene una ristampa da Mystic n. 27 (febbraio 1954) dal titolo Who walks with a zombie?, la storia è stata realizzata da Russ Health (disegni); le altre storie sono state scritte e disegnate da autori vari;
5. n. 6 appare il personaggio noto come Fratello Voodoo, in una storia è scritta da Doug Moench e Len Wein e disegnata da Gene Colan;
6. n. 7 contiene due capitoli di Zombie, realizzati da Doug Moench (testi) e Alfredo Alcala (disegni) e da Steve Gerber (testi) e Pablo Marcos (disegni). Altre due storie sono state realizzate da vari autori;
7. n. 8 contiene 2 storie: Night of the hunted! realizzata da Larry Lieber (testi) e Ron Wilson (disegni); Makao's vengeance realizzata da David Anthony Kraft (testi) e Alfredo Alcala (disegni).

- n. 9 contiene tre storie di Zombie: Simon Garth lives again di Tony Isabella (testi) e Virgilio Redondo (disegni); A day in the life of a dead man pt. 2 di Cris Claremont e Tony Isabella (testi) e Yong Montano (disegni);

The 2nd death around di Tony Isabella (testi) e Ron Wilson (disegni). Anche Mike Esposito, Frank Giacoia, Alan Kupperberg e Duffy Vohland hanno aiutato a finire le tavole di questa storia e Joe Rosen i titoli di alcune pagine.
- n. 10 contiene una storia di Fratello Voodoo, realizzata da Doug Moench (testi) e Tony DeZuniga (disegni); altre storie: Eye for an eye, tooth for a tooth, Malaka's curse!, Grave business.

Venne annunciato un numero 11 che non venne mai pubblicato. Inoltre uscì un Annual della rivista nel 1975. L'albo conteneva ristampe, con il seguente sommario:
1. Tales of the Zombie n. 1 (agosto 1973): The altar of the damned! (Prima edizione italiana: L'Altare della dannazione, sull'albo "Il Corriere della Paura" n. 3 (agosto 1974), Editoriale Corno)
2. Zombie! (italiano: Zombie, un uomo senz'anima): dall'albo Tales of the Zombie n. 1 (ristampa di Menace n. 5 del luglio 1953)
3. Tales of the Zombie n. 1 (agosto 1973): Night of the walking dead! (Prima edizione italiana: La notte della morte vivente, sull'albo "Il Corriere della Paura" n. 3 (agosto 1974), Editoriale Corno)
4. Twin burial da Tales of the Zombie n. 2 (ottobre 1973) (Prima edizione italiana: Sepoltura gemellare, sull'albo "Il Corriere della Paura" n. 9 (febbraio 1975), Editoriale Corno)
5. Warrior's burden da Tales of the Zombie n. 3 (gennaio 1974)
6. Jilimbi's word da Tales of the Zombie n. 3 (gennaio 1974)
7. Death's bleak birth! da Tales of the Zombie n. 5 (maggio 1974)
8. A second chance to die da Tales of the Zombie n. 7 (settembre 1974)